# AnDy Darling
AnDy Darling (настоящее имя Анастасия Дунаева; род. 11 января) — российская поп-исполнительница, видеоблогер, автор песен, участница чешского и российского шоу «Голос». После выступления в шоу «Песни» на ТНТ подписала контракт с лейблом Warner Music Russia.

## Биография
Анастасия родилась 11 января 1996 года в городе Ростов-на-Дону. О семье Анастасии мало что известно, кроме того факта, что её родители активно поддерживают талантливую дочь и присутствуют на многих её выступлениях. Иногда информация о них появляется в социальных сетях в виде фотографий в аккаунтах самой певицы. Как говорит сама Анастасия, любовь к музыке с детства поощряется её родителями, и, благодаря им, девушка получила возможность развиваться, как певица не только в России, но и в США.
Творческому развитию способствовало обучение в музыкальной школе по классу фортепиано. В 2010 году Анастасия окончила музыкальную школу им. П. И. Чайковского в г. Ростов-на-Дону с красным дипломом. Известно, что Анастасия пела в Донской хоровой капелле «Анастасия» при Ростовской консерватории им. С. В. Рахманинова. В составе коллектива она неоднократно становилась победителем национальных и международных вокально-хоровых конкурсов. После школы уехала учиться в Чехию на журналиста. Окончив журфак Metropolitan University Prague и получив диплом журналиста, Анастасия начала карьеру в маркетинге, переехав стажироваться сначала в Сеуле, затем в Лос-Анджелесе, а затем в Нашвилле.
Анастасия активно поддерживает фем-движение, занимается благотворительностью. Старается развеивать мифы о психологических заболеваниях в России и настаивает на необходимости поддержки людей с редкими заболеваниями и расстройствами психологического спектра.

## Музыкальная карьера
Анастасия с детства проявляла любовь к музыке и её сочинению. Свои первые песни она начала писать в раннем возрасте, по утверждению самой певицы, с 3-х лет. В школьные годы Анастасия становилась участницей нескольких локальных музыкальных групп, но известности не обрела, однако, в 13 лет выпустила домашний альбом, который стал неожиданно популярным в сети
В возрасте 17 лет Анастасия переехала в Чехию, чтобы получить образование журналиста. Там же она стала участницей группы «Just Naked» и спустя два года приняла решение выступить сольно в чешской версии проекта «Голос», завоевав первую известность. Окончив университет, Анастасия некоторое время стажировалась в Сеуле, а после получила приглашение стажироваться в области маркетинга в США. В Америке произошло её знакомство с популярной там рэп-исполнительницей Phenix Red, с которой они стали близкими подругами. Параллельно Анастасия вела свой YouTube-канал, где уже собралась приличная база поклонников. В 2018 году она выпускает песню «Амфетамин», которая собрала больше 200.000 прослушиваний на YouTube.
Окончательно уверившись в своих силах, Анастасия возвращается в Россию и принимает участие в популярном телешоу «Песни» с песней «Просто танцевать», которая является доработанной версией «Амфетамин». Песня стала популярной и Анастасия получила приглашение от лейбла Warner Music Russia. В 2019 году начала сотрудничество с одноимённым лейблом своей подруги — Phenix Red в качестве сонграйтера, соисполнителя и композитора.
Анастасия активно продолжает музыкальную деятельность, став частью лейбла Warner Music Russia, продолжает выпускать песни и клипы. Совместный с блогером Матвеем Баловым трек «Топот», вышедший в 2020 году, опередил в чарте радио Like FM многих известных исполнителей, включая Элджея, Клаву Коку и Niletto. 8 мая состоялся релиз нового альбома AnDy Darling — «Рандом». Альбом в первый же день получил положительные оценки критиков из NEWSMuz.

## Дискография
| Неофициально изданные релизы              | Неофициально изданные релизы |
| Название                                  | Год выпуска                  |
| ----------------------------------------- | ---------------------------- |
| Take me away                              | 2009                         |
| Loud                                      | 2010                         |
| Forgive you                               | 2010                         |
| Feelings                                  | 2010                         |
| Валя                                      | 2011                         |
| Scare                                     | 2011                         |
| Freak                                     | 2012                         |
| Jealous Husband                           | 2012                         |
| Darling                                   | 2012                         |
| Without you (feat. Latte)                 | 2012                         |
| Live forever (feat. Latte)                | 2012                         |
| For you                                   | 2012                         |
| No matter what                            | 2013                         |
| Catch you                                 | 2013                         |
| Start over                                | 2013                         |
| Dope                                      | 2013                         |
| B!tches on the floor (acoustic)           | 2014                         |
| People from the Underground feat. XNOVA   | 2017                         |
| Амфетамин feat. XNOVA                     | 2018                         |
| В составе Just Naked                      |                              |
| Название                                  | Год выпуска                  |
| Alcoholic                                 | 2016                         |
| Inspiration                               | 2016                         |
| Wall                                      | 2016                         |
| I’m on my way                             | 2016                         |
| Официально изданные релизы                |                              |
| Название                                  | Год выпуска                  |
| EP «If I wasn’t drunk I’d keep it inside» | 2015                         |
| Glass for madness feat. Ackua             | 2016                         |
| Комета feat. Komplimenter                 | 2019                         |
| Просто Танцевать                          | 2019                         |
| Влюблена                                  | 2019                         |
| Seagulls feat. Max Beatstone              | 2019                         |
| Дешевая Массовка                          | 2019                         |
| Карусель                                  | 2019                         |
| Я Твой Герой                              | 2019                         |
| Топот feat. MatveyBalov                   | 2020                         |